# 白河镇 (嵩县)
白河镇，是中华人民共和国河南省洛陽市嵩县下辖的一个乡镇级行政单位。

## 行政区划
白河镇下辖以下地区：
白河街村、黄柏树村、下寺村、马路魁村、栗扎树村、火神庙村、大青村、油路沟村、上庄坪村、上河村、瓦房村和五马寺村。